# Hektor von Kotzau
Hektor von Kotzau (* 22. Februar 1577, abweichend 1578; † 1. Januar 1619 in Bamberg) war Domherr, Apostolischer Protonotar und Geheimer kaiserlicher Rat.

## Herkunft
Hektor stammte aus der jüngeren Hauptlinie der Familie von Kotzau mit der Hälfte des Stammsitzes im heutigen Oberkotzau und des Schlosses in Fattigau. Nach dem Genealogen Alban von Dobeneck wurde die jüngere Hauptlinie von Friedrich, Sohn des Hans von Kotzau, begründet. Hektors Vater war Hans Berthold, der nach Johann Gottfried Biedermann mit Anna von Mengersdorf verheiratet gewesen sein soll. Hektor hatte zwei Schwestern, Constantia Regine und Catharine. Er starb als Letzter seiner Linie. Auch die anderen Familienlinien starben bis zur Mitte des 17. Jahrhunderts aus.

## Laufbahn
Hektor von Kotzau wurde 1589 Domherr in Würzburg, am 22. Februar 1591 Domherr in Bamberg, 1610 Domdekan in Bamberg, zugleich Propst bei St. Jakob, 1617 Propst bei St. Gangolf. Er war päpstlicher Geheimkämmerer, Apostolischer Protonotar sowie Geheimer Rat des Kaisers Matthias und des Kurfürsten Maximilian von Bayern.
In den Jahren 1611 bis 1614 wurden die Pergamenthandschriften der Bamberger Dombibliothek einheitlich neu gebunden. In Goldprägung erscheinen auf dem Vorderdeckel das Wappen des Domkapitels (der thronende Kaiser Heinrich II.), auf dem Rückdeckel die Wappen des Dompropstes Johann Christoph Neustetter genannt Stürmer und des Domdekans Hektor von Kotzau. Das Projekt der Neubindung ging allerdings allein von Hektor von Kotzau aus, der auch wesentlich zur Finanzierung beitrug. Die Handschriften der Dombibliothek befinden sich seit der Säkularisation 1802/1803 in der heutigen Staatsbibliothek Bamberg.

## Grabmal
Nach Umgestaltungen befindet sich das Epitaph heute an der Ostwand der Nagelkapelle im Bamberger Dom, die sterblichen Überreste dürften sich im Ossarium im Kreuzganginnenhof befinden. Die Bronzeplatte wurde 1986/1987 restauriert.
Die Inschrift lautet:

„ADMODVM REVERENDO PRAENOBILI DOMINO HECTORI A KOTZAV BAMBERGENSIS DECANO AD S.S. GANGOLPHVM ET JACOBVM IBIDEM PRAEPOSITO, NEC NON HERBIPOLENSIS CATHED. SANCTISSIMI DOMINI NOSTRI PAVLI V. PONTIFICI OPTIMI MAXIMI CVBICVLARIO ET PROTONOTARIO APOSTOLICO, SACRAE CAESAREAE MAIESTATI ET SERENISSIMO MAXIMILIANO UTRIVSQVE BAVARAE DVCI A CONSILIJS; QUI I. JANVARIJ ANNO CI (umgekehrtes kleines c). DC. XIX. PIE EX HAC VITA MIGRAVIT, ET SVB HOCTVMVLO QVIESCIT. AETATIS SVAE XXXXI. ANN. TESTAMENTARIJ EIVS HANC MEMORIAM F.F.“

Die abgebildete Ahnenprobe zeigt die Wappen von Kotzau, Mengersdorf, Heßberg und Würtzburg.